# Neoseiulella ferraguti
Neoseiulella ferraguti är en spindeldjursart som beskrevs av Moraza och Peña-Estévez 2006. Neoseiulella ferraguti ingår i släktet Neoseiulella och familjen Phytoseiidae. Inga underarter finns listade i Catalogue of Life.